# Amir Pnueli
Profesor Amir Pnueli (hebrejsky: אמיר פנואלי; žil 22. dubna 1941 – 2. listopadu 2009) byl izraelský informatik. Za jeho přínos v oblasti temporální logiky a ověřování programů a systémů mu byla v roce 1996 udělena Turingova cena.

## Biografie
Narodil se v mošavu Nahalal ještě za dob britské mandátní Palestiny a vystudoval bakalářský obor matematiky na haifském Technionu a posléze doktorský obor aplikované matematiky na Weizmannově institutu věd v Rechovotu. Jeho dizertační práce byla sepsána na téma „Výpočet přílivů a odlivů v oceánu“ (Calculation of Tides in the Ocean). Během svého působení na Stanfordově univerzitě se začal zabývat informatikou. Jeho práce v oboru informatiky byly zaměřené na temporální logiku a kontrolu modelů (model checking), zejména pokud jde o správnost vlastností současných systémů.
Do Izraele se vrátil jako vědec. Založil katedru informatiky na Telavivské univerzitě a stal se jejím prvním vedoucím. V roce 1981 se stal profesorem na Weizmannově institutu věd v Rechovotu. Od roku 1999 až do své smrti byl rovněž členem katedry informatiky na New York University v New Yorku.
Pnueli rovněž založil dvě firmy zaměřující se na počítačové technologie. Měl tři děti a v době své smrti čtyři vnoučata. Zemřel 2. listopadu 2009 na krvácení do mozku.

## Ocenění
- V roce 1996 byla Pnuelimu udělena Turingova cena za „seminární práci zavádějící temporální logiku do informatiky a za mimořádný přínos v ověřování programů a systémů.“
- V roce 1999 se stal zahraničním spolupracovníkem americké Národní akademie inženýrství.
- V roce 2002 mu byla udělena Izraelská cena za informatiku.
- V roce 2007 se stal vědeckým pracovníkem Association for Computing Machinery.